# Mythisches Analogon
Das mythische Analogon ist ein von Clemens Lugowski in die Literaturwissenschaft eingeführter Begriff zur Charakterisierung der Beziehung des Menschen zu literarischen Texten, die nach Lugowskis Auffassung in mancher Hinsicht der Beziehung der Menschen der Antike zu ihren Mythen entspricht. Da das Verhältnis Mensch – Mythos und Mensch – Literatur nicht in allen Teilen gleich ist, sondern auch Unterschiede aufweist, sind beide Beziehungen nach Lugowski eben nicht identisch, sondern nur analog.
Als Initialdefinition lässt sich das mythische Analogon als die Entsprechung zwischen literarischer Form und Mythos begreifen, die sich daraus ergibt, dass ein Restbestand mythischen Denkens sich noch in der ästhetischen Struktur literarischer Texte manifestiert. Dies ist besonders im Rahmen der modernen Erzähltheorie von Bedeutung.

## Lugowskis Konzeption
Lugowski entwickelte seine Theorie vom mythischen Analogon 1932 im Rahmen seiner erst viel später von der Literaturwissenschaft gefeierten Göttinger Dissertation Die Form der Individualität im Roman. Er stützt sich dabei neben anderen Werken auf Ernst Cassirers Philosophie der symbolischen Formen und André Jolles’ Einfache Formen.
In seinem Werk geht Lugowski zunächst von der Grundannahme aus, dass die Literatur des „nachmythischen Zeitalters“ zwar einerseits den direkten Bezug zu mythischen Gestalten und Göttergeschichten unterbunden habe, dass jedoch gleichzeitig der „Gehalt des Mythischen“ implizit in den formalen Gesetzen der Dichtung weiterlebe. Mythischer Gehalt ist also in der Literatur grundsätzlich vorhanden, aber auf den ersten Blick nicht erkennbar, existiert also sozusagen latent in einer dem oberflächlichen oder nicht eingeweihten Betrachter verborgenen Weise.
Lugowski stützt sich dabei auf die Beobachtung, dass die Bedeutung und die Funktion der Handlung im modernen Roman letztendlich nichts anderes sei als eine mythische Einheit in weltlicher Einkleidung. In dieser Zusammenballung werde der Mythos zur Geschichte und zur Bildung. So trage die Handlung in vielen literarischen Texten ihre Erfüllung bereits in sich: Wir wissen zum Beispiel, dass die böse Stiefmutter ihr gerechtes Ende finden und die tapfere Prinzessin am Schluss doch noch Königin werden wird.
Lugowski knüpft hieran die Frage „Wie wird im Ablauf der Zeiten das Dasein des Menschen als Einzeldasein dichterisch-figurenhaft aufgefasst, und wie deutet es sich in der Dichtung?“
Zur Beantwortung dieser Frage greift Lugowski auf Friedrich Nietzsches Werk Die Geburt der Tragödie zurück und gelangt auf diesem aufbauend zu der Erkenntnis, dass die Volksgemeinschaft im antiken Griechenland auf „mythostragender Gemeinsamkeit im Angesicht des tragischen Spiels“ beruht habe, wobei das tragische Spiel „immer wieder die alten, tief ins Volksbewusstsein eingewurzelten Themen“ behandelt habe. Die spezifische Beziehung der Menschen der Antike zum Mythos sei auch später einzigartig geblieben und daher bei „keiner Nation des nachmittelalterlichen Abendlandes“ anzutreffen. 
Jedoch – so Lugowski – lässt sich in der nachmythischen Zeit eine Beziehung der Menschen zur Dichtung feststellen, die eine mythische Komponente beinhalte und daher der Haltung der antiken Griechen gegenüber den mythischen Stoffen ihrer Tragödien vergleichbar sei. Diese Beziehung sei jedoch nur analog und nicht identisch, da die Beziehung des nachmythischen Menschen zur Dichtung auch gravierende Unterschiede zur Beziehung des Menschen der Mythenzeit zum Mythos aufweise: So fehle etwa dem nachmythischen Menschen der religiöse Bezug zur Dichtung den der Mensch der Antike zu den Mythen gehabt habe. 
Eine Voraussetzung für den Zugang zu einem literarischen Werk ist nach Lugowski die Akzeptanz des „Gemachtseins“ des betreffenden Werkes, als das Bewusstsein, dass es sich bei dem betreffenden Werk um ein Produkt von „Künstlichkeit“ handelt. Wem es nicht möglich ist, die Künstlichkeit eines Werkes zu akzeptieren, dem müsse dieses Werk verschlossen bleiben. Aus diesem Grund fänden die Menschen in dem „Hinnehmen“ der Künstlichkeit der Dichtung eine Gemeinsamkeit zum Mythos. Diese Gemeinsamkeit fände ihre Grenze wiederum darin, „dass es außer (den Einsichtigen) auch die Verständnislosen“ gibt.
Die Künstlichkeit der Dichtung sei dabei dasjenige ihrer Merkmale, das sich am erfolgreichsten der analytischen Reflexion entziehe: 

„Wie der heroische Mythos in der attischen Tragödie, so ist auch die Künstlichkeit eine gemeinsamkeitsbegründende Kraft. Trotz allem ist sie (die Künstlichkeit) nun aber doch kein Mythos: wir werden künftig von ihr als einem mythischen Analogon sprechen.“